# Dolly gör karriär
Dolly gör karriär är en tysk film från 1930 i regi av Anatole Litvak. Denna musikal lanserade Dolly Haas för den tyska biopubliken. Filmen hade svensk premiär på biograf Orion 1931.

## Rollista
- Dolly Haas - Dolly Klaren
- Oskar Karlweis - Fred Halton
- Grete Natzler - Mariette
- Vicky Werckmeister - Orelly
- Alfred Abel - greve Eberhard
- Herman Blass - O.W. Pietsch
- Kurt Gerron - Silbermann
- Paul Kemp - Jack
- Theo Lingen - Conny Coon
- Gustl Gstettenbaur - pojken